# The Guttersnipe (film 1915)
The Guttersnipe è un cortometraggio muto del 1915 diretto da Wilfred North (Wilfrid North).

## Produzione
Il film fu prodotto dalla Vitagraph Company of America.

## Distribuzione
Distribuito dalla General Film Company, il film - un cortometraggio in una bobina - uscì nelle sale cinematografiche statunitensi il 21 aprile 1915.